# Pallavolo Modena 2007-2008
Questa voce raccoglie le informazioni riguardanti la Pallavolo Modena nelle competizioni ufficiali della stagione 2007-2008.

## Stagione
La stagione 2007-08 è per la Pallavolo Modena, sponsorizzata dal Consorzio del Cimone, la quarantesima nel massimo campionato italiano; la squadra subisce una quasi totale rivoluzione, sia nella rosa dei giocatori che nell'area tecnica. Andrea Giani si ritira dal ruolo di giocatore e diventa allenatore al posto di Bruno Bagnoli. Intorno al confermato Ricardo Garcia viene costruito un sestetto con diversi brasiliani, suoi compagni in nazionale, come lo schiacciatore opposto André Nascimento e il centrale André Heller, che vanno ad aggiungersi a Murilo Endres. In banda l'acquisto più importante è quello di Ángel Dennis, mentre dalla Sisley Volley arriva il centrale della nazionale italiana Luca Tencati.
In campionato la squadra chiude il girone di andata con otto vittorie e cinque sconfitte; il quinto posto a metà stagione vale l'accesso alla Coppa Italia. Il girone di ritorno è decisamente più deludente, con quattro vittorie e nove sconfitte; l'ottavo posto finale qualifica comunque la Pallavolo Modena ai play-off scudetto.
Nei play-off scudetto l'avversario nei quarti di finale è la prima classificata della regular season, la Trentino Volley. Una sconfitta in trasferta per 3-0 e una in casa per 3-1 eliminano i giallo-blu dalla corsa per lo scudetto.
In Coppa Italia la formazione modenese affronta l'Associazione Sportiva Volley Lube, quarta classificata al termine del girone di andata. Sul campo neutro di Bassano del Grappa la formazione marchigiana vince agevolmente per 3-0.
L'unica soddisfazione stagionale arriva dalla Challenge Cup, la terza competizione europea per importanza. Superato di diritto il primo turno preliminare, viene affrontata la formazione ucraina della Lokomotyv Charkiv, che viene eliminata al golden set, dopo che l'andata e il ritorno di erano concluse con un 3-1 per parte. Il terzo turno, contro gli ungheresi del Röplabda Club Kecskeméti, è più agevole, e viene superato vincendo sia in casa che in trasferta. Negli ottavi di finale è ancora il golden set a favorire i modenesi, a scapito dello Halk Bankası Spor Kulübü, mentre il quarto di finale contro il Klub Sportowy Akademickiego Związku Sportowego Uniwersytetu Warmińsko-Mazurskiego w Olsztynie non riserva grandi difficoltà e qualifica la Pallavolo Modena alla final four. L'avversario della semifinale è l'Asseco Resovia, padrona di casa, che viene sconfitta per 3-2; la finale contro i russi della Lokomotiv-Izumrud viene vinta agevolmente per 3-1 e consegna il trofeo alla squadra.

## Organigramma societario
Area direttiva
- Presidente: Giuliano Grani
- Amministrazione: Anna Incerti

Area organizzativa
- Team manager: Stefano Reggiani
- Segreteria generale: Luca Rigolon

Area tecnica
- Allenatore: Andrea Giani
- Allenatore in seconda: Luca Monti
- Scout man: Francesco Vecchi
- Responsabile settore giovanile: Rodolfo Giovenzana, Andrea Nannini
- Assistente allenatori: Andrea Tomasini

Area comunicazione
- Responsabile comunicazioni:
- Responsabile palasport: Piergiorgio Turrini

Area marketing
- Ufficio marketing: Valentina Buttini

Area sanitaria
- Staff medico: Manfredo Dugoni, Roberto Sala
- Preparatore atletico: Juan Carlos De Lellis
- Fisioterapista: Gianluca Castellari

## Mercato
| Acquisti | Acquisti         | Acquisti         | Acquisti   |
| R.       | Nome             | da               | Modalità   |
| -------- | ---------------- | ---------------- | ---------- |
| S        | Ángel Dennis     | Lube             | definitivo |
| L        | Fabio Donadio    | Correggio        | definitivo |
| C        | André Heller     | Trentino         | definitivo |
| S/O      | André Nascimento | Trentino         | definitivo |
| C        | Filippo Pagni    | Lupi Santa Croce | definitivo |
| L        | Pietro Rinaldi   | Gabeca           | definitivo |
| S        | Tomislav Šmuc    | ACH Volley       | definitivo |
| P        | Fabio Soli       | Reima Crema      | definitivo |
| C        | Luca Tencati     | Treviso          | definitivo |

| Cessioni | Cessioni            | Cessioni           | Cessioni      |
| R.       | Nome                | a                  | Modalità      |
| -------- | ------------------- | ------------------ | ------------- |
| P        | Davide Bellini      | Forlì              | definitivo    |
| C        | Maikel Cardona      | Top Volley Latina  | definitivo    |
| C        | Massimo Gelli       | Forlì              | fine prestito |
| C        | Andrea Giani        | -                  | fine carriera |
| S        | Leondino Giombini   | Sparkling Milano   | definitivo    |
| S        | Luiz Fonteles       | Panasonic Panthers | definitivo    |
| L        | Dario Messana       | Top Volley Gela    | definitivo    |
| S/O      | Nalbert Bitencourt  | Minas              | definitivo    |
| C        | Michal Rak          | Taranto            | definitivo    |
| S        | Riccardo Sangiorgio | ?                  | ?             |
| C        | Marco Tagliatti     | La Spezia          | definitivo    |

## Rosa
| N° | Nome                  | Ruolo | Data di nascita   | Nazionalità sportiva |
| -- | --------------------- | ----- | ----------------- | -------------------- |
| 1  | Matteo Bertoli        | S     | 28 luglio 1988    | Italia               |
| 2  | Fabio Donadio         | L     | 30 aprile 1988    | Italia               |
| 3  | Luca Tencati          | C     | 16 marzo 1979     | Italia               |
| 5  | Fabio Soli            | P     | 28 settembre 1979 | Italia               |
| 6  | Pietro Rinaldi        | L     | 26 marzo 1972     | Italia               |
| 7  | Ángel Dennis          | S     | 13 giugno 1977    | Italia               |
| 8  | Andrea Sartoretti (C) | S/O   | 19 giugno 1971    | Italia               |
| 9  | Sidnei dos Santos     | C     | 9 luglio 1982     | Brasile              |
| 11 | Filippo Pagni         | C     | 3 maggio 1984     | Italia               |
| 12 | André Nascimento      | S/O   | 4 marzo 1979      | Brasile              |
| 14 | André Heller          | C     | 17 dicembre 1975  | Brasile              |
| 15 | Murilo Endres         | S     | 3 maggio 1981     | Brasile              |
| 16 | Cristian Casoli       | S     | 27 gennaio 1975   | Italia               |
| 17 | Ricardo Garcia        | P     | 19 novembre 1975  | Brasile              |
| 18 | Tomislav Šmuc         | P     | 23 giugno 1976    | Slovenia             |

## Risultati

### Serie A1

#### Girone di andata
| 1ª giornata – 1º ottobre 2007 PalaPanini, Modena                   | Modena            | 3 - 0 | Lube             | 25-23, 25-18, 25-21               |
| 2ª giornata – 4 ottobre 2007 PalaTrento, Trento                    | Trentino          | 3 - 1 | Modena           | 25-20, 31-33, 25-18, 25-21        |
| 3ª giornata – 7 ottobre 2007 PalaBianchini, Latina                 | Top Volley Latina | 0 - 3 | Modena           | 23-25, 26-28, 20-25               |
| 4ª giornata – 10 ottobre 2007 PalaPanini, Modena                   | Modena            | 3 - 1 | Piacenza         | 26-24, 20-25, 25-21, 25-20        |
| 5ª giornata – 13 ottobre 2007 PalaVerde, Villorba                  | Treviso           | 3 - 2 | Modena           | 24-26, 25-17, 18-25, 25-22, 17-15 |
| 6ª giornata – 18 ottobre 2007 PalaPanini, Modena                   | Modena            | 1 - 3 | M. Roma          | 17-25, 29-31, 25-23, 22-25        |
| 7ª giornata – 24 ottobre 2007 PalaPanini, Modena                   | Modena            | 1 - 3 | Sparkling Milano | 25-21, 22-25, 22-25, 24-26        |
| 8ª giornata – 31 ottobre 2007 PalaFabris, Padova                   | Padova            | 2 - 3 | Modena           | 21-25, 23-25, 25-23, 25-20, 11-15 |
| 9ª giornata – 9 dicembre 2007 PalaPanini, Modena                   | Modena            | 3 - 2 | Gabeca           | 25-21, 25-22, 22-25, 23-25, 21-19 |
| 10ª giornata – 16 dicembre 2007 PalaEvangelisti, Perugia           | Perugia           | 2 - 3 | Modena           | 25-23, 22-25, 27-29, 25-22, 13-15 |
| 11ª giornata – 22 dicembre 2007 PalaCorigliano, Corigliano Calabro | Volley Corigliano | 0 - 3 | Modena           | 20-25, 22-25, 25-27               |
| 12ª giornata – 26 dicembre 2007 PalaPanini, Modena                 | Modena            | 2 - 3 | Piemonte         | 25-21, 25-27, 19-25, 29-27, 18-20 |
| 13ª giornata – 16 gennaio 2008 PalaFiom, Taranto                   | Taranto           | 2 - 3 | Modena           | 24-26, 19-25, 25-20, 25-23, 12-15 |

#### Girone di ritorno
| 1ª giornata – 21 gennaio 2008 PalaFontescodella, Macerata                | Lube             | 3 - 2 | Modena            | 23-25, 25-23, 23-25, 25-23, 15-11 |
| 2ª giornata – 27 gennaio 2008 PalaPanini, Modena                         | Modena           | 2 - 3 | Trentino          | 25-22, 21-25, 21-25, 25-22, 10-15 |
| 3ª giornata – 3 febbraio 2008 PalaPanini, Modena                         | Modena           | 2 - 3 | Top Volley Latina | 22-25, 25-19, 25-14, 22-25, 12-15 |
| 4ª giornata – 6 febbraio 2008 PalaBanca, Piacenza                        | Piacenza         | 3 - 0 | Modena            | 25-22, 26-24, 25-15               |
| 5ª giornata – 10 febbraio 2008 PalaPanini, Modena                        | Modena           | 3 - 2 | Treviso           | 25-23, 27-29, 29-27, 21-25, 15-13 |
| 6ª giornata – 17 febbraio 2008 Palazzetto dello Sport, Roma              | M. Roma          | 3 - 2 | Modena            | 19-25, 23-25, 25-20, 25-22, 15-11 |
| 7ª giornata – 24 febbraio 2008 PalaLido, Milano                          | Sparkling Milano | 3 - 2 | Modena            | 25-23, 16-25, 25-21, 18-25, 15-12 |
| 8ª giornata – 10 marzo 2008 PalaPanini, Modena                           | Modena           | 1 - 3 | Padova            | 25-16, 33-35, 24-26, 23-25        |
| 9ª giornata – 16 marzo 2008 PalaGeorge, Montichiari                      | Gabeca           | 3 - 0 | Modena            | 25-21, 25-19, 25-21               |
| 10ª giornata – 26 marzo 2008 PalaPanini, Modena                          | Modena           | 0 - 3 | Perugia           | 24-26, 24-26, 22-25               |
| 11ª giornata – 30 marzo 2008 PalaPanini, Modena                          | Modena           | 3 - 1 | Volley Corigliano | 25-22, 20-25, 25-19, 25-21        |
| 12ª giornata – 3 aprile 2008 Palasport di San Rocco Castagnaretta, Cuneo | Piemonte         | 2 - 3 | Modena            | 14-25, 21-25, 25-17, 25-22, 14-16 |
| 13ª giornata – 6 aprile 2008 PalaPanini, Modena                          | Modena           | 3 - 1 | Taranto           | 25-22, 21-25, 25-11, 25-23        |

#### Play-off scudetto
| Quarti di finale (gara 1) – 9 aprile 2008 PalaTrento, Trento  | Trentino | 3 - 0 | Modena   | 25-20, 25-19, 25-15        |
| Quarti di finale (gara 2) – 12 aprile 2008 PalaPanini, Modena | Modena   | 1 - 3 | Trentino | 25-22, 18-25, 23-25, 23-25 |

### Coppa Italia

#### Fase ad eliminazione diretta
| Quarti di finale – 28 febbraio 2008 PalaBassano, Bassano del Grappa | Lube | 3 - 0 | Modena | 25-16, 25-23, 25-22 |

### Challenge Cup

#### Fase ad eliminazione diretta
| Secondo turno (andata) – 21 ottobre 2007 PalaPanini, Modena                           | Modena            | 3 - 1 | Lokomotyv Charkiv | 25-13, 25-16, 22-25, 25-20                         |
| Secondo turno (ritorno) – 27 ottobre 2007 Sport Palace Lokomotiv, Charkiv             | Lokomotyv Charkiv | 3 - 1 | Modena            | 24-26, 25-19, 25-22, 27-25 Golden set 17-19        |
| Terzo turno (andata) – 12 dicembre 2007 City Sportshall, Kecskemét                    | Kecskeméti        | 0 - 3 | Modena            | 20-25, 21-25, 21-25                                |
| Terzo turno (ritorno) – 19 dicembre 2007 PalaPanini, Modena                           | Modena            | 3 - 0 | Kecskeméti        | 25-12, 25-17, 25-17                                |
| Ottavi di finale (andata) – 23 gennaio 2008 PalaPanini, Modena                        | Modena            | 3 - 2 | Halkbank          | 23-25, 26-24, 22-25, 25-21, 15-13                  |
| Ottavi di finale (ritorno) – 30 gennaio 2008 Selim Sırrı Tarcan Spor Salonu, Ankara   | Halkbank          | 3 - 2 | Modena            | 25-16, 24-26, 14-25, 25-22, 15-12 Golden set 14-16 |
| Quarti di finale (andata) – 13 febbraio 2008 PalaPanini, Modena                       | Modena            | 3 - 1 | AZS Olsztyn       | 25-20, 20-25, 29-27, 25-21                         |
| Quarti di finale (ritorno) – 20 febbraio 2008 Hala widowiskowo-sportowa Urania, Opole | AZS Olsztyn       | 2 - 3 | Modena            | 19-25, 25-19, 20-25, 25-19, ?-?                    |
| Semifinale – 22 marzo 2008 Hala Podpromie, Rzeszów                                    | Modena            | 3 - 2 | Asseco Resovia    | 17-25, 23-25, 25-20, 25-18, 15-11                  |
| Finale – 23 marzo 2008 Hala Podpromie, Rzeszów                                        | Modena            | 3 - 1 | Lokomotiv-Izumrud | 23-25, 25-18, 25-16, 25-19                         |

## Statistiche

### Statistiche di squadra
| Competizione  | Punti | In casa | In casa | In casa | In trasferta | In trasferta | In trasferta | Totale | Totale | Totale |
| Competizione  | Punti | G       | V       | P       | G            | V            | P            | G      | V      | P      |
| ------------- | ----- | ------- | ------- | ------- | ------------ | ------------ | ------------ | ------ | ------ | ------ |
| Serie A1      | 37    | 14      | 6       | 8       | 14           | 6            | 8            | 28     | 12     | 16     |
| Coppa Italia  | -     | -       | -       | -       | -            | -            | -            | 1      | 0      | 1      |
| Challenge Cup | -     | 4       | 4       | 0       | 4            | 2            | 2            | 10     | 8      | 2      |

G = partite giocate; V = partite vinte; P = partite perse

### Statistiche dei giocatori
| M. Bertoli    | -  | -   | -   | -  | -  | 0 | 0  | 0  | 0 | 0 | 1  | 5   | Statistiche assenti | 1  | 5   | 0   | 0  | 0  |
| C. Casoli     | 22 | 118 | 95  | 11 | 12 | 1 | 8  | 6  | 0 | 2 | 6  | 63  | Statistiche assenti | 29 | 189 | 101 | 12 | 12 |
| A. Dennis     | 25 | 320 | 261 | 21 | 38 | 1 | 7  | 6  | 1 | 0 | 8  | 99  | Statistiche assenti | 34 | 426 | 267 | 22 | 38 |
| F. Donadio    | 8  | 0   | 0   | 0  | 0  | - | -  | -  | - | - | 3  | 0   | Statistiche assenti | 11 | 0   | 0   | 0  | 0  |
| M. Endres     | 28 | 410 | 340 | 43 | 27 | 1 | 15 | 13 | 1 | 1 | 7  | 92  | Statistiche assenti | 36 | 517 | 353 | 44 | 28 |
| R. Garcia     | 20 | 65  | 39  | 9  | 17 | 1 | 2  | 1  | 1 | 0 | 7  | 13  | Statistiche assenti | 28 | 80  | 40  | 10 | 17 |
| A. Heller     | 28 | 248 | 186 | 52 | 10 | 1 | 5  | 4  | 1 | 0 | 7  | 61  | Statistiche assenti | 36 | 314 | 190 | 53 | 10 |
| A. Nascimento | 28 | 402 | 345 | 25 | 32 | 1 | 8  | 8  | 0 | 0 | 6  | 70  | Statistiche assenti | 35 | 480 | 353 | 25 | 32 |
| F. Pagni      | 7  | 7   | 3   | 4  | 0  | 1 | 0  | 0  | 0 | 0 | 3  | 7   | Statistiche assenti | 11 | 14  | 3   | 4  | 0  |
| P. Rinaldi    | 18 | 0   | 0   | 0  | 0  | 1 | 0  | 0  | 0 | 0 | 7  | 0   | Statistiche assenti | 26 | 0   | 0   | 0  | 0  |
| S. dos Santos | 21 | 50  | 32  | 11 | 7  | - | -  | -  | - | - | 8  | 76  | Statistiche assenti | 29 | 126 | 32  | 11 | 7  |
| A. Sartoretti | 27 | 86  | 65  | 7  | 14 | 1 | 0  | 0  | 0 | 0 | 10 | 164 | Statistiche assenti | 38 | 250 | 65  | 7  | 14 |
| T. Šmuc       | 4  | 0   | 0   | 0  | 0  | - | -  | -  | - | - | -  | -   | Statistiche assenti | 4  | 0   | 0   | 0  | 0  |
| F. Soli       | 10 | 17  | 5   | 8  | 4  | - | -  | -  | - | - | 3  | 7   | Statistiche assenti | 13 | 24  | 5   | 8  | 4  |
| L. Tencati    | 27 | 167 | 104 | 63 | 0  | 1 | 1  | 1  | 0 | 0 | 8  | 34  | Statistiche assenti | 36 | 202 | 105 | 63 | 0  |

P = presenze; PT = punti totali; AV = attacchi vincenti; MV = muri vincenti; BV = battute vincenti